# 草海镇 (威宁县)
草海镇，是中华人民共和国贵州省毕节市威宁彝族回族苗族自治县下辖的一个乡镇级行政单位。
2013年11月27日，贵州省人民政府批复同意从草海镇析置五里岗、六桥、海边、陕桥四个街道，调整后草海镇辖郑家营村、东山村、吕家河村、石龙村、白马村、中海村、同心村、卯关村、民族村，镇人民政府驻东山村。

## 行政区划
草海镇下辖以下地区：
白马村、东山村、郑家营村、吕家河村、石龙村、中海村、同心村、民族村和卯关村。